# Сурхай III
Сурхай III шамхал Тарковский (в русских документах известен как Суркай-шевкал) (приблизительно 1610 — 1667, Тарки) — кумыкский правитель, шамхал Тарковский (1641—1667), государственный деятель, полководец на рубеже середины XVII века, сын Герея I (Адиль-Герей I).
Сурхай III проводил независимую политику от Сефевидского Ирана, Русского царства и Османской империи, лавируя между тремя державами и не позволяя им чрезмерно усиляться в регионе. Известен разгромом царской армии в Герменчикской битве и организацией восстания против Сефевидов в 1659—1660 годах. Во внутренней политике сумел добиться признания своей власти не только в Кумыкии, но и в отдаленных горных областях Дагестана и Чечни. Правление Сурхая III характеризуется экономическим и культурным расцветом Шамхальства.

## Биография

#### Происхождение
Сурхай был сыном шамхала Адиль-Герея I, активно участвующего в отражении походов Русского царства в конце XVI — начале XVII века. В своей работе 1963 года Кушева приводит перевод письма Сурхая астраханскому воеводе, в котором он утверждает, что является кумыком и следует кумыкским обычаям.

#### Приход к власти
Смерть шамхала Ильдара в 1634 году обострила отношения между Тарковским шамхальством и Эндиреевским владением. На съезде кумыкских феодалов шамхальский титул было принято решение отдать Султан-Муту Эндиреевскому (знаменитому по победе над русскими войсками в Караманской битве, однако он отказался от шамхальства из-за старости в пользу старшего сына — Айдемира. Это вызвало недовольство сыновей шамхала Ильдара (Гирея и Имамриза), а также Сурхая, который приходился Ильдару племянником. Сурхай стал шамхалом после гибели в Кабарде Айдемир шамхала, сына Солтан-Махмуда в 1641 году. Он добился признания своей власти и со стороны русского царя и со стороны иранского шаха.

#### Начало правления
Шамхальское государство переживало непростые времена: усиливалось Эндиреевское княжество, отделилось Казикумухское ханство. Период его правления совпал с периодом противостояния трёх великих держав — Персии, Турции и России за влияние на Кавказе. Экспансия этих государств в этом регионе вынуждала Сурхая быть умелым дипломатом, использовать конфликты и интриги между этими державами в своих интересах. Кроме того, Сурхай был втянут во многочисленные междоусобные войны с Казаналпом Эндиреевским и уцмием Рустем-ханом, шедшие с переменным успехом и осложненные вмешательством соседних держав. Сурхай проводил политику централизации своего государства, не допуская сепаратизма других князей.

### Внешняя политика

#### Взаимоотношения с Сефевидами и Русским царством
Шах Аббас II предпринял первую попытку построить крепость в кумыкских землях в 1645 году, но получил твердый отказ:
В Уцмееве дереву городу отнюдь быти не уметь искони де до того не бывало, чтоб в Кумыцкой земле шаху городы ставить
Существенно осложнились отношения Сурхая с Россией после принятия в своих владениях ногайского мурзы Чебан-мурзы Иштерекова. Для возвращения Чебана против шамхала была послана экспедиция.

#### Герменчикская битва
Русская рать собралась в Терском городке и начала продвижение к Тарки. Существует мнение, что ядро русского отряда составляли шведские мушкетеры, устроившиеся на русскую службу после того как остались без работы у себя на родине в связи с окончанием Тридцатилетней войны. Постепенно присоединялись отряды союзников, объединенные силы насчитывали 7-8 тысяч конных и пеших воинов. Присоединился к русской рати и давний противник Сурхай III Казаналп Эндиреевский. На Герменчикском поле противники вступили в сражение, в котором царская армия была наголову разбита. Было потеряно войсковое знамя, которое было отправлено Сурхаем III Аббасу II в знак уважения.
Объясняя свое поведение, Сурхай III писал астраханским воеводам, что лишь оборонялся, соблюдая обычай защиты своих гостей:

 "...Чебан мурза от калмыков побежал и к нам в кумыки приехав в конаки учинился, а к русским людям за войною не поехал, а мы, кумыки, искони, от отцов своих, конаков имеем и бережём".— Акты исторические собранные и изданные археографической комиссией, том 4, стр. 162, 1842.
Однако шемахинский хан Хосров писал астраханским воеводам, что появление царских войск возмутило Сурхая, и инициатором битвы выступил сам шамхал.

#### Русско-персидско-кумыкский конфликт
Сурхай III после победы в Герменчикской битве примирился с Казаналпом Эндиреевским, таким образом, объединив большую часть кумыкских феодалов. Готовился ответный удар по русскому Сунжевскому острогу. Аббас II также был заинтересован в войне против России, рассчитывая дойти до Астрахани.
В 1651 году Хосров-хан Шемахинский, вассал Персии, по поручению шаха возложил на Сурхая задачу возглавить войско для захвата Сунженского острога и идти на Астрахань. Войско состояло из кумыков Тарковского шамхала, эндирейского владетеля Казаналпа, уцмия кайтагского Амир-хан Султана, а также из прибывших 800 сарбазов (солдат) из Шемахи и 500 человек из Дербента. К кумыкам примкнули улусы ногаев Чопан-мурзы и Шахтемир-мурзы. В составе ополченцев из горцев были и представители чеченских обществ, жившие по рекам Мичик и Аргун. Так начался Русско-персидский конфликт (1651-1653).
Первый поход, совершенный в 1651 году не достиг цели. Однако в 1653 году Сурхай III сумел взять Сунжевский острог. Конфликт между Ираном и Россией в последующие годы был урегулирован: обе стороны были втянуты в другие войны. Влияние России на Кавказе значительно уменьшилось.

#### Антииранское восстание
Шах Аббас II (шах Ирана) вознамерился покончить с независимостью кумыкских владений, построив на территории Кумыкии несколько сефевидских крепостей. Для этого он приказал шемахинскому хану готовиться к походу для строительства в Тарках и местности Тузлук укреплений, а Сурхаю III приказал готовить телеги и людей для строительства. Сурхай призвал «кумыцких людей и против шахова указа им говорил», то есть захотел обсудить с ними создавшееся положение. Кумыки категорически отказались выполнять требования шаха. Против строительства крепостей выступили и другие кумыкские владельцы, например, эндиреевский князь Казаналп. Для предотвращения вторжения кумыкские княжества (шамхал Сурхай III, Казаналп Эндиреевский, Ахмедхан Дженгутаевский и другие) обратились с просьбой о принятии в подданство России. Шах решился на открытое вторжение в Дагестан, чем вызвал недовольство в Кумыкии, Кайтаге и Табасаране.
Формальной причиной для вторжения стали «злонамеренные» действия кайтагского уцмия Улуга. Аббас II (шах Ирана) лишил его титула и направил в Дагестан войско численностью в 15 000 человек. Одновременно с этим он направил приказ шамхалу Сурхаю собрать войска и присоединиться к сефевидскому корпусу. Сурхай отвечал на эту просьбу:
.... Его приказ не является для них  приказом ... "
Сурхай III возглавил восстание вместе с Казаналпом Эндиреевским и Улугом Кайтагским. В местности Бугам иранские войска встретились с войсками Сурхая III. Командующий иранским корпусом с помощью судов сумел зайти восставшим в тыл, обойдя построенные кумыками и союзниками укрепления. С помощью артиллерии повстанцы были оттеснены со своих позиций и отступили в горы, где продолжали сопротивление.
Узнал об участии Сурхая III в восстании шах приказал схватить его:
... Шах Аббас издал указ, согласно которому Сурхай-хан шамхал, вышедший из повиновения, вместе с другими сообщниками и ближними должен был быть схвачен, а Дагестан очищен от скверны их присутствия ...
Однако шах был вынужден пойти на уступки и увел свои войска из Дагестана. Восстание укрепило самостоятельность и авторитет Сурхая III и привело к упадку иранского влияния в Шамхальстве.
Отсутствие всякой помощи со стороны России привело Сурхая к связям с османским султаном. В 1664 году около Азова была перехвачено письмо Сурхая III:
 Сурхай Тарковский в письме к турецкому султану готовность в случае помощи от него «идти войною до Испагани», а также сообщения кумыкских владетелей султану Турции о том, что они отбили атаки персидских войск, которые потеряли более 3 тыс. человек. Добиваясь помощи турецкого султана в борьбе против персидского шаха, они писали, что более не хотят «кизылбашам в подданстве быть, хотя шах лицемерием называет их друзьями, и жалованье им дает» 

### Внутренняя политика

#### Образ правления
Часть решений, по сведениям Эвлии Челеби, принимались Сурхаем III на «ханском собрании» в присутствии визиря и крупнейших кумыкских князей. Так, упоминается о решении создать благотворительные учреждения для бедных жителей города Тарки. Важные политические вопросы решались на собрании «черных людей» — узденей. Так, для принятия решения об отказе в строительстве иранских крепостей Сурхай III призвал «кумыцких людей и против шахова указа им говорил», то есть рассказал о собранию о планах иранского шаха. Полонянка-киевлянка, жившая при дворе шамхала, сообщила русскому послу Арсению Суханову, посещавшему Тарки в 1650-х годах, что в шамхальством дворе «блюдутся крепко от кумыков».

#### Культурная характеристика правления
Период правления Сурхая III характеризуется экономическим и культурным расцветом Шаухальства. Он покровительствовал мусульманским ученым и поэтам. По приглашению шамхала Тарковского в 1666 году в Кумыкию прибывают свергнутый с престола крымский хан Мехмеда IV — один из известнейших крымскотатарских поэтов и суфиев. По сведениям Эвлии Челеби, шамхал выделил ему в удел аул Пирбай, который хан переименовал в Бахчисарай.
В качестве советника, главного кадия, мударриса и воспитателя его детей на «ученой службе» находился «ученый и святой шейх Дауд из Кудали», слава которого гремела на всем мусульманском Востоке.
Во время Сурхая III жил и принимал активное участие в политической жизни шаухальства выдающийся кумыкский ученый и богослов Багдад Али. Помимо арабоязычных стихов, трактата на арабском языке по морфологии персидского языка и труда по мусульманскому праву шафиитского толка, представляющего собой сокращение сочинения имама Абу-ал-Касема ар-Рафи (ум. в 623 Xиджры /1223 г.), Багдат Али был и автором ряда стихов, в основном суфийского содержания, созданных им на старокумыкском языке («северокавказском тюрки»). Багдад Али умер в 1655 году в Тарках и там в честь него воздвигнут мавзолей.
Эвлия Челеби упоминает и других дагестанских ученых: «достойных дагестанских улемов Молла Наби. Молла Кулу, Молла Ширвани, Молла Джебраил, Молла Джами, Молла Азраил, Молла Касым, Молла Исрафил, Молла Шейх Кенд, и многих других, изучал арабский язык и многие другие науки».

#### Религиозная терпимость
Эвлия Челеби в разделе «В похвалу великого города Таргу (Тарки)» писал о дагестанских богословах, которые заботятся о «своих подданных-немусульманах» .

## Оценки правления
Политика Сурхая III сохранила самостоятельность Тарковского шамхальства в условиях экспансии соседних держав и феодальной раздробленности. Известный историк и профессор Я. З. Ахмадов так охарактеризовал результаты правления Сурхая:
Возможно, что в своей внешней политике в отношении кавказского региона царский двор достиг бы больших успехов, если бы не энергичное противодействие тарковского шамхала Сурхая.
Кумыкский историк К. М. Алиев писал:
Со смертью Сурхая-шаухала Тарковского ("дагестанского падишаха") кумыки потеряли одного из выдающихся своих великих деятелей-пассионариев.

## Примечание
1. ↑  И. Н. Березин. Путешествие по Дагестану и Закавказью. Ч.1. Казань. 1850. С.81

..в 1638 г. Сурхай-хан, владетель Тарковский и Кумыкский..
2. ↑  К.Алиев. Шаухалы Тарковские. Изд. РГ-ЖТ. Махачкала. 2008. С. 60, 176
3. 1 2  Кушева Е. Н. Народы Северного Кавказа и их связи с Россией Архивная копия от 4 апреля 2022 на Wayback Machine (вторая половина XVI — 30-е годы XVII века) / Утверждено Институтом истории АН СССР. — М.: Изд. АН СССР, 1963. — С.52
4. ↑  Б. Г. Алиев, Ш. М. Ахмедов, М. С. Умаханов. Из истории средневекового Дагестана. 1970 — С.75
5. ↑  Шмелёв А.С. О борьбе уцмийства с экспансией Сефевидского Ирана в середине 40-х гг. XX в. // Освободительная борьба народов Дагестана в эпоху средневековья. Махачкала: Тип. ДагФАН СССР, 1986. – 121 с
6. 1 2 3  Кавказ. Балканы. Передняя Азия: Сборник научных трудов Северо-Кавказского регионального отделения Международной научной ассоциации болгаристов. — Т. 1 из Вып. 1. — Изд. дом Народы Дагестана Махачкала — С. — 26-28
7. ↑  И.Бабулин. Русско-иранский военный конфликт 1651—1653 гг. «Рейтер» № 31, 2006.
8. 1 2  Умаханов М.-С. К. Взаимоотношения феодальных владений и освободительная борьба народов Дагестана в XVII веке. Махачкала, 1973
9. ↑  Абдусаламов Магомед-паша Балашович Кумыкские феодальные владения в контексте русско-иранского противоборства на Кавказе в 50-х гг. Xvii в // Известия РГПУ им. А. И. Герцена. 2014. № 172. URL: https://cyberleninka.ru/article/n/kumykskie-feodalnye-vladeniya-v-kontekste-russko-iranskogo-protivoborstva-na-kavkaze-v-50-h-gg-xvii-v Архивная копия от 23 февраля 2023 на Wayback Machine (дата обращения: 31.03.2020).
10. 1 2  Эвлия Челеби. Книга путешествия (Сейахатнаме). Земли Северных Кавказа, Поволжья и Подонья. М. Наука. 1979 — С.110
11. ↑  Эвлия Челеби. Книга путешествия (Сейахатнаме). Земли Северных Кавказа, Поволжья и Подонья. М. Наука. 1979
12. ↑  Этнокультурное взаимодействие в Евразии: программа фундаментальных исследований Президиума Российской академии наук : в двух книгах — С.165
13. ↑  ЭВЛИЯ ЧЕЛЕБИ->КНИГА ПУТЕШЕСТВИЙ->ПУБЛИКАЦИЯ 1979 Г.->ЗЕМЛИ СЕВЕРНОГО КАВКАЗА, ПОВОЛЖЬЯ И ПОДОНЬЯ->ГЛАВА 4. Дата обращения: 31 марта 2020. Архивировано 23 января 2020 года.
14. ↑  Я. З. Ахмадов Очерки политической истории народов Северного Кавказа в XVI—XVII вв. Чечено-Ингушское кн. изд-во, 1988 — С.112

.